# Міжнародна літературна премія імені Олеся Ульяненка
«Міжнародна літературна премія імені Олеся Ульяненка» — премія, заснована у 2012 році Спілкою письменників ФРН міжнаціональної згоди. Рішення ухвалює журі, до якого входять відомі письменники.
У 2012 року журі працювало у такому складі: Володимир Сергієнко, Євгенія Чуприна, Лесь Подерв'янський, Пантюк Сергій, Жадан Сергій. 2 склад журі: (2013-2015) журі був таким: Євгенія Чуприна (Голова Оргкомітету, куратор премії) Дмитро Лазуткін (координатор), Сергій Жадан, Лесь Подерв'янський, Сергій Пантюк, Володимир Вакуленко-К. З 2016 року склад журі затверджує Оргкомітет Премії: Оргкомітет: Євгенія Чуприна (Голова Оргкомітету), Вано Крюґер (Куратор премії), Лесь Подерв'янський, Пантюк Сергій, Мирослав Слабошпицький, Андрій Курков.

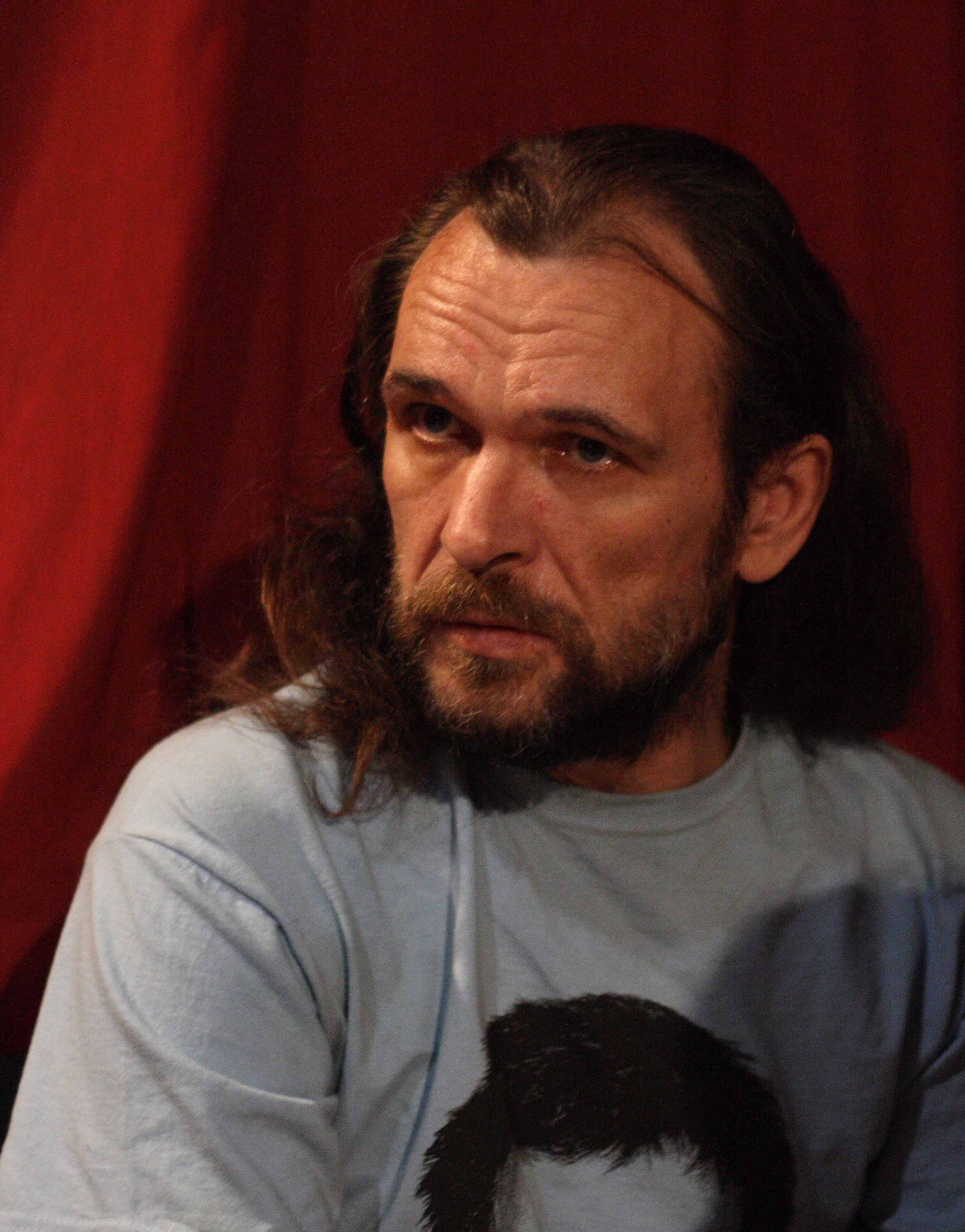
Ульянов Олександр Станіславович

## Положення
Міжнародна літературна премія імені О. Ульяненка заснована мистецькою спільнотою для відзначення письменників за визначні здобутки в українській літературі.
Вона присуджується щорічно за кращі твори, які відповідають наступним критеріям:
- якість тексту;
- схильність до позитивної асоціальності автора;
- нонконформістська життєва позиція автора.

Пропозиції про присудження премії з 8 травня до 17 серпня щорічно можуть вносити творчі спілки, українські національно-культурні, культурно-просвітницькі товариства, редакції періодичних видань, вчені ради вузів, наукових інститутів Національної академії наук, літературно-мистецькі угруповання або окремі особи, належні до літературно-мистецьких угруповань.
Рішення журі про присудження премії затверджується оргкомітетом і друкується у пресі до 17 вересня щороку.
Особі, якій присуджено премію, вручається диплом і грошова частина, яка складає еквівалент 500 доларів США на час вручення. Також передбачається вручення окремих відзнак іншим номінантам та друзям Премії.

## Оргкомітет
Євгенія Чуприна (Голова Оргкомітету), Вано Крюґер (Іван Коломієць) (куратор премії), Лесь Подерв'янський, Пантюк Сергій, Мирослав Слабошпицький, Андрій Курков.
Ухвалений склад журі на 2016 рік: Андрій Гончарук, Світлана Скляр, Тетяна Трофименко, Олег Шинкаренко.

## Лауреати
- 2012 — Вакуленко-К. Володимир за роман «Кладовище сердець».
- 2013 — Артем Полежака за порно-поему «Дженна»[1]
- 2014 — Сергій Прилуцький (Сірошка Пістончик) за книжку «Дэгенератыўны слоўнік»[2] .
- 2015 — Іван Семесюк за книжку «Еволюція або смерть! Пригоди павіана Томаса»[3]
- 2016 — Марися Нікітюк за роман «Безодня». У номінації «за популяризацію творчості Олеся Ульяненка» — голова Чеського культурного центру в Україні Люція Ржегоржикова, перекладачка Їржіна Дворжакова та редактор Петер Мінаржік — за видання роману Олеся Ульяненка «Там, де південь» у Чехії.[4]

2017 
- Маркіян Камиш за повість «Чормет».
- Ольга Пуніна за книгу «Самітний геній. Олесь Ульяненко: літературний портрет».[5]Почесною відзнакою «за популяризацію творчості Олеся Ульяненка».

2018 
- не вручалася

2019 
- Лесь Белей за книжку «План порятунку України»

2020
- у жанрі прози — Микола Бурмек-Дюрі за книжку «Щоденник молодого рома-мандрівника»;
- у жанрі поезії — Гєник Бєляков за книжку «Так чи інакше»

2021 
- у жанрі прози — Василь Мулік за книжку «CONGO-ДОНБАС»;
- у жанрі поезії — Олег Коцарев за книжку «Вміст чоловічої кишені»